# Rock 'n' Roll Damnation
"Rock 'n' roll Damnation" er en single af det australske hårde rock band AC/DC fra deres femte album Powerage. Sangen var den eneste single der blev udgivet fra albummet. "Rock 'n' roll Damnation" er blevet spillet live til gruppens Powerageturné og sunget af Bon Scotts afløser, Brian Johnson live gennem verdensturnéen i 2003. Den var også med på sporlisten til deres livealbum If You Want Blood You've Got It.

## Musikere
- Bon Scott- Vokal
- Angus Young – Lead guitar
- Malcolm Young – Rytme guitar
- Cliff Williams – Bass guitar
- Phil Rudd- Trommer